# 10 cm Nebelwerfer 35
10 cm Nebelwerfer 35 (dosłownie "miotacz mgły") – niemiecki ciężki moździerz kalibru 105 mm z okresu II wojny światowej. Moździerz został zaprojektowany przede wszystkim z myślą o amunicji chemicznej (zasłony dymne, pociski gazowe), ale w odróżnieniu od np. amerykańskiego moździerza M2 już od początku zaprojektowano do niego i produkowano amunicję konwencjonalną.
Konstrukcja moździerza była całkowicie klasyczna, bazowała na 81-milimetrowym modelu 8 cm Granatwerfer 34. Począwszy od 1940, broń ta była stopniowo wycofywana ze służby i zastępowana 10 cm Nebelwerfer 40, a w późniejszym czasie wielolufowymi wyrzutniami rakiet Nebelwerfer.